# Андреевское сельское поселение (Ярославская область)
Андреевское сельское поселение — сельское поселение в Борисоглебском районе Ярославской области. Административный центр — деревня Андреевское.

## История
Андреевское сельское поселение образовано 1 января 2005 года в соответствии с законом Ярославской области № 65-з от 21 декабря 2004 года «О наименованиях, границах и статусе муниципальных образований Ярославской области». Границы Андреевского сельского поселения установлены в административных границах Демьяновского и Яковцевского сельских округов.

## Население
| 2007  | 2010  | 2011  | 2012  | 2013  | 2014  | 2015  |
| ----- | ----- | ----- | ----- | ----- | ----- | ----- |
| 1122  | ↘1054 | ↗1055 | ↗1098 | ↗1127 | ↗1138 | ↘1096 |
| 2016  | 2017  | 2018  | 2019  | 2020  | 2021  |       |
| ↘1077 | ↘1052 | ↘1028 | ↘993  | ↗1007 | ↘1002 |       |

## Состав сельского поселения
В состав сельского поселения (образованного в границах 2 сельских округов: Демьяновского и Яковцевского) входят 33 сельских населённых пункта. 
| №  | Населённый пункт | Тип населённого пункта          | Население | Сельский округ |
| -- | ---------------- | ------------------------------- | --------- | -------------- |
| 1  | Андреевское      | деревня, административный центр | ↘288      | Демьяновский   |
| 2  | Беглицево        | деревня                         | →0        | Демьяновский   |
| 3  | Бекренево        | деревня                         | ↘10       | Демьяновский   |
| 4  | Булаково         | деревня                         | ↘46       | Яковцевский    |
| 5  | Варусово         | деревня                         | ↘106      | Демьяновский   |
| 6  | Демьяны          | деревня                         | ↘95       | Демьяновский   |
| 7  | Добрынское       | деревня                         | ↘6        | Демьяновский   |
| 8  | Заречье          | деревня                         | →1        | Демьяновский   |
| 9  | Козлово          | деревня                         | ↘4        | Яковцевский    |
| 10 | Кондитово        | деревня                         | ↗1        | Демьяновский   |
| 11 | Копытово         | деревня                         | →0        | Яковцевский    |
| 12 | Костенчугово     | деревня                         | ↘0        | Яковцевский    |
| 13 | Куземино         | деревня                         | ↗1        | Демьяновский   |
| 14 | Куклино          | деревня                         | ↗19       | Яковцевский    |
| 15 | Неньково         | деревня                         | ↘2        | Демьяновский   |
| 16 | Никола-Бой       | село                            | ↗9        | Яковцевский    |
| 17 | Новосёлка        | деревня                         | ↘9        | Яковцевский    |
| 18 | Павлово          | деревня                         | ↗5        | Яковцевский    |
| 19 | Протасьево       | село                            | ↘60       | Демьяновский   |
| 20 | Родионово        | деревня                         | →0        | Яковцевский    |
| 21 | Сабурово         | деревня                         | ↗6        | Демьяновский   |
| 22 | Сносы            | деревня                         | →0        | Яковцевский    |
| 23 | Старово-Смолино  | деревня                         | ↘106      | Демьяновский   |
| 24 | Стеблево         | деревня                         | ↘0        | Демьяновский   |
| 25 | Сытино           | деревня                         | →0        | Демьяновский   |
| 26 | Таковая          | деревня                         | ↗3        | Яковцевский    |
| 27 | Тарандаево       | деревня                         | ↗5        | Яковцевский    |
| 28 | Техтемерево      | деревня                         | →0        | Яковцевский    |
| 29 | Титово           | село                            | ↘77       | Яковцевский    |
| 30 | Федосьино        | деревня                         | →4        | Демьяновский   |
| 31 | Черницы          | деревня                         | ↘0        | Демьяновский   |
| 32 | Чудиново         | деревня                         | ↘0        | Яковцевский    |
| 33 | Яковцево         | село                            | ↗191      | Яковцевский    |

Законом Ярославской области № 92-з от 26 декабря 2019 года была упразднена деревня Басино Яковцевского сельского округа.